# Vlag van Sogn og Fjordane

Vlag van Sogn og Fjordane

De vlag van Sogn og Fjordane is op 23 september 1983 officieel ingesteld als de provincievlag van de Noorse provincie Sogn og Fjordane. De vlag bestaat uit blauwe en witte geren. De blauwe geren verwijzen naar de drie fjorden zijn de Nordfjord, de Sognefjord en de Sunnfjord.
De vlag toont hetzelfde beeld als het gemeentewapen.
Op 1 januari 2020 fuseerde de provincie Sogn og Fjordane met Hordaland tot de nieuwe provincie Vestland waardoor het gebruik hiervan als provincievlag is komen te vervallen.

## Verwante afbeeldingen

Wapen van Sogn og Fjordane